# Сенина (Свердловская область)
Сенина — деревня в Туринском городском округе Свердловской области России.

## Географическое положение
Деревня Сенина расположена на правом берегу реки Туры, к северо-западу от города Туринска.

### Часовой пояс
Деревня Сенина, как и вся Свердловская область, находится в часовой зоне МСК+2. Смещение применяемого времени относительно UTC составляет +5:00.

## Население
| 2002 | 2010 |
| ---- | ---- |
| 2    | →2   |